# Матрона Московска
Вижте пояснителната страница за други личности с името Света Матрона.
Матро́на Моско́вска (имена по рождение Матрона Дми́триевна Ни́конова; 1881 – 1952) е прорицателка и светица на Руската православна църква.

## Биография
Родена е незряща в с. Себино, Епифански уезд, Тулска губерния, Руска империя (днес Кимовски район, Тулска област) като 4-то дете в семейство на вярващи.

Според нейно житие тя показва чудодейни лечебни и предсказателски способности още на 8-годишна възраст. Посещава Киевско-Печорската и Троице-Сергиевата лаври. При поклонението си в Андреевския събор в Кронщат се среща с праведника Йоан Кронщадски през 1899 г. Според преданието в края на службата си той я повикал с думите:
| „                                  | Матронушка, ела при мен. Ето, идва моята смяна – осмият стълб на Русия! | “ |
| Житие на блажената старица Матрона |                                                                         |   |

След Октомврийската революция Матрона заживява в Москва, на улица „Арбат“. Според книга на Жданов тя се среща със Сталин преди Битката при Москва и му казва:
| „ | Руският народ ще спечели, победата ще бъде твоя. От водачите само ти не ще напуснеш Москва. | “ |
| . |                                                                                             |   |

До смъртта си Матрона извършва още много чудеса за вярващите. Умира в работническо селище Сходня (днес район в гр. Химки), Московска област, РСФСР, СССР през 1952 г.
На 8 март 1998 г. Алексий ІІ Московски разкрива мощите на Матрона Московска и ги полага в Покровския манастир в Москва.

## Почит
На 2 май 1999 г. Матрона Никонова е канонизирана като светица от местно за Москва значение. Нейните мощи са изложени за поклонение също и във Вологда, Красноярск, Липецк, Новокузнецк, Перм.
Част от нейните мощи се намират и в България. Положени са в храма „Света Матрона Московска“, наименуван на нея, в Пловдив.
Много храмове (ктедрали, църкви, параклиси) на светицата са осветени: в Русия (поне 36 храма) – главно в Москва (5) и Московска област (12), както и в други селища (в Екатеринбург, Богородск, Белгород, Станко, Верея, Икша, Любимовка, Здравница, Шкотово, Ногинск, Себино, Лобня, Сходня, Раменское, Сочи, Домодедово, Обухово, Казан, Есентуки, Майск и Архангелск), но също и в чужбина – в Гърция (3 храма), Армения (Гюмри), Босна и Херцеговина, България (Пловдив), САЩ (Маями).